# Conradův ledovec
Conradův ledovec je malý ledovec v Kozích skalách, v americkém státě Washington. Nachází se na stinné severní straně vrcholku Gilbert Peak (2494 m) a teče z výšky 2300 metrů severním směrem do jezera ve výšce 2000 metrů, kde končí.